# Philodryas nattereri
Espèce
Philodryas nattereri  est une espèce de serpents de la famille des Dipsadidae.

## Répartition
Cette espèce se rencontre au Paraguay et au Brésil.

## Étymologie
Cette espèce est nommée en l'honneur de Johann Natterer.

## Publication originale
- Steindachner, 1870 : Herpetologische Notizen (II). Reptilien gesammelt Während einer Reise in Sengambien. Sitzungsberichten der Kaiserlichen Akademie der Wissenschaften in Wien, vol. 62, p. 326-348 (texte intégral).